# Dziewczynka w czerwonej sukience
Dziewczynka w czerwonej sukience, również Portret Józefy Oderfeldówny – obraz olejny polskiego malarza Józefa Pankiewicza namalowany w roku 1897, przechowywany w zbiorach Muzeum Narodowego w Krakowie. Jest to uproszczona w kompozycji wersja całopostaciowego portretu ze zbiorów Muzeum Narodowego w Kielcach.

## Okoliczności powstania
Portret w ujęciu do ramion powstał w 1897 roku na zamówienie mecenasa Adama Maksymiliana Oderfelda, kolekcjonera malarstwa polskiego, a przedstawia on jego córkę Józefę sportretowaną w czerwonej sukience z kokardą na lewym ramieniu, podobnie jak wersja całopostaciowa obrazu z muzeum w Kielcach namalowana w tym samym roku. Oderfeld zlecił w tym okresie malarzowi również kilka innych portretów członków swojej rodziny, m.in. żony i dzieci. Dzieło nabył do swojej kolekcji Feliks „Manggha” Jasieński w 1902 roku, najprawdopodobniej po wystawie Pankiewicza. W 1920 roku Jasieński przekazał obraz w darze Muzeum Narodowemu w Krakowie.

## Analiza
W czasie powstawania obrazu Pankiewicz zafascynowany był subtelnościami gry światła, wśród jego dzieł z tego okresu znajdują się m.in. nokturny przedstawiające osnute mgłą pejzaże. Portret dziewczynki w czerwonej sukience jest przykładem zastosowania rozmytego konturu, bez ostrych szczegółów, co pozwala widzowi zwrócić uwagę na przenikliwe, ciemne oczy przedstawionej postaci. Prawą stronę obrazu rozjaśnia rozproszone, boczne oświetlenie, lewa pozostaje w lekkim cieniu, dzięki czemu cały portret sprawia wrażenie tajemniczości.